# Дуб Патріарх (Запорізька область)
Дуб Патріа́рх — ботанічна пам'ятка природи місцевого значення в Україні. Розташований на території Мелітопольського району Запорізької області, в селі Терпіння. Вік близько 600 років. Обхват 6 м. Висота 40 м.
Площа 0,01 га. Статус присвоєно згідно з рішенням Запорізької обласної ради від 17.08.1999 року № 7. Перебуває у віданні: Терпіннівська сільська рада. 
Неподалік розташований парк-пам'ятка садово-паркового мистецтва — Цілющі Джерела.
В 2023 році під час російсько-української війни російські окупанти зрубали дерево. Від пам'ятки природи залишився лише пень, обкладений декоративною галькою.